# Carsten Lichtlein
Carsten Lichtlein (Würzburg, 4 novembre 1980) è un pallamanista tedesco.

## Carriera
Nel 2004 e 2016 vince i campionati europei di pallamano con la nazionale tedesca.